# Archives de médecine navale

Archives de médecine navale est le nom d'un périodique francophone qui publie de 1864 à 1889 des articles sur des travaux de médecins ou pharmaciens en service dans la marine ou dans les colonies. On y trouve des travaux divers ayant principalement pour sujet les pathologies exotiques. Son développement coïncide avec l'expansion coloniale française à la fin du XIXe siècle. Ce périodique possède 136 volumes publiés de 1864 à 1945 et édités aux éditions Octave Doin, à Paris.

## Changements d’appellations
Les Archives de médecine navale changent plusieurs fois de nom.
Après la création du Corps de santé des colonies et des pays de protectorat,de 1890 à 1896, elles sont appelées les Archives de médecine navale et coloniale. 
Elles sont ensuite appelées Archives de médecine et de pharmacie navales de 1910 à 1945. 
Elles sont à l'origine de la Revue de médecine tropicale.

## Archives numérisées
Les numéros des Archives de médecine navale ont été numérisés par la Bibliothèque interuniversitaire de Paris et sont aujourd'hui consultables sur leur site.